# 維管束
維管束（いかんそく、英語: vascular bundle）とは、植物が持つ内部組織の1つ。植物体の全体にわたってその内部を貫く。役割としては液体（主に水や養分）の運搬と植物体の機械的な支持である。維管束を持つ植物は、シダ植物と種子植物であり、これらをまとめて維管束植物という。ただし、"維管束"とは繊維と管からなる束の意味であるが、コケ植物には維管束が無い。

## 概説
維管束とは、いわゆる植物の茎の中を縦に走る柱状の組織の集まりである。普通は、茎の中に一定の間隔で並び、そこから分枝して葉や根に入り、先端近くまで伸びて終わる。
多くの植物では、これらの組織が一定の配列で集まってパイプの集合体のような束状の構造となって植物体全体を貫く。そのような束は、複数あり、茎の断面を見れば、それらが一定の配列で植物体の中に配置しているのが見られる。このような個々のパイプの束を維管束と言う。植物群によって、これらの構造には様々なものがあり、それぞれに固有の名が与えられている。
葉など茎から出た器官には茎の維管束の分枝が入っており、その内部ではさらに枝分かれして物質の輸送と器官の機械的支持の役割を担う。葉にあるそれを葉脈という。
また、これらの維管束の集合体を、その周辺の組織を含めて茎を構成する基本単位と見なし、これを中心柱（ちゅうしんちゅう）と呼ぶこともある。
維管束を持つ植物は、シダ植物（広義）、裸子植物及び被子植物であり、これらをまとめて維管束植物という。維管束植物は、まとめて単系統をなすと考えられる。しかし、類似の構造は他の植物にも見られる例があり、蘚苔類では茎の中心に細胞壁の肥厚した細胞群があって、類似の役割を果たすと考えられる。

## 維管束の型
木部と師部の配置は、群によって異なるが、典型的にはいくつかの型に分けられる。また、これは中心柱の型とも連動する。
並立維管束束の半ばで分かれて、片側に師部、もう片側に木部がある。普通は木部が茎の内側に向く。
包囲維管束中心に木部があり、その外を師部が包むように配置する。
放射維管束木部と師部が別の束を構成する。

### 代表的な構成
具体的な例をあげて解説する。もっともひろく知られているのは双子葉植物の茎に見られるものである。一般にこの維管束を並立維管束、この形の維管束の配置を真正中心柱という。
双子葉植物の樹木の、若く柔らかい茎を横断すると、この形を見る事が出来る。茎の外側にはクチクラの発達した表皮があり、中心には柔らかな髄があり、その間を埋める細胞層を皮層と言う。維管束はこの皮層にあり、それぞれはほぼ楕円形の断面を持って、円周状に配列する。

## 維管束の位置づけ
維管束植物の構造の進化に関して、現在認められる説にテローム説がある。これによると、維管束の外側に皮層、表皮のある枝がすべての構造の単位であり、例えば葉はこれが平面的に細かく枝分かれした上でその隙間が癒合によって埋まったものと考える。維管束の枝分かれは、おおよそテロームをあらわしているとみなせる。